# Daniek Hengeveld
Daniek Hengeveld (Nootdorp, 17 novembre 2002) è una pistard e ciclista su strada olandese che corre per il Ceratizit Pro Cycling Team. Attiva in formazioni UCI dal 2021, ha vinto due titoli nazionali su pista e una tappa al Tour Down Under.

## Palmarès

### Pista
- 2018

Campionati olandesi, Keirin Junior
- 2019

Campionati europei, Corsa a eliminazione Junior
Campionati olandesi, Omnium Junior
Campionati olandesi, Corsa a punti Junior
- 2021

Campionati olandesi, Inseguimento individuale
Campionati olandesi, Corsa a punti

### Strada
- 2021 (GT Krush Tunap Pro Cycling, una vittoria)

Prologo Belgrade GP Woman Tour (Ušće)
- 2025 (Ceratizit Pro Cycling Team, una vittoria)

1ª tappa Tour Down Under (Brighton > Snapper Point)

## Piazzamenti

### Grandi Giri
- Vuelta a España

2024: 100ª

### Competizioni mondiali
- Campionati del mondo su pista

Francoforte sull'Oder 2019 - Corsa a punti Junior: 15ª
Francoforte sull'Oder 2019 - Americana Junior: 4ª
Saint-Quentin-en-Yvelines 2022 - Inseguimento a squadre: 5ª
Saint-Quentin-en-Yvelines 2022 - Inseguimento individuale: 9ª
Saint-Quentin-en-Yvelines 2022 - Corsa a punti: 5ª

### Competizioni continentali
- Campionati europei su pista

Gand 2019 - Corsa a eliminazione Junior: vincitrice
Gand 2019 - Omnium Junior: 6ª
Gand 2019 - Americana Junior: 2ª
Fiorenzuola d'Arda 2020 - Corsa a eliminazione Junior: 3ª
Fiorenzuola d'Arda 2020 - Corsa a punti Junior: 3ª
Fiorenzuola d'Arda 2020 - Omnium Junior: 8ª
Fiorenzuola d'Arda 2020 - Americana Junior: 4ª
Grenchen 2021 - Inseguimento a squadre: 6ª
Grenchen 2021 - Inseguimento individuale: 7ª
Anadia 2022 - Inseguimento individuale Under-23: 4ª
Anadia 2022 - Corsa a punti Under-23: 2ª
Anadia 2022 - Omnium Under-23: 2ª
Anadia 2022 - Americana Under-23: 5ª
Monaco di Baviera 2022 - Inseguimento a squadre: 5ª
Monaco di Baviera 2022 - Inseguimento individuale: 8ª